# الاحتلال الياباني لجزيرة ناورو
كان الاحتلال الياباني لجزيرة ناورو فترةَ من ثلاث سنوات (26 أغسطس 1942 – 13 سبتمبر 1945) احتُلت خلالها ناورو، وهي جزيرة في المحيط الهادئ تحت سلطة أسترالية، من قِبل الجيش الياباني كجزء من عملياته في حرب المحيط الهادئ أثناء الحرب العالمية الثانية. مع بداية الحرب، أصبحت الجزر التي كانت تحيط بممتلكات اليابان في البحار الجنوبية ذات أهمية حيوية للقيادة العامة الإمبراطورية اليابانية، وعلى وجه الخصوص للبحرية الإمبراطورية، المكلفة بحماية أراضي اليابان البعيدة في المحيط الهادئ.
أمل اليابانيون باستغلال موارد الفوسفات في الجزيرة، وبناء دفاعاتهم العسكرية في المنطقة. تعذر عليهم استئناف عمليات تعدين الفوسفات، لكنهم نجحوا في تحويل ناورو إلى معقل قوي، اختارت قوات الولايات المتحدة تجاوزه أثناء استعادتها لمنطقة المحيط الهادئ. كان المطار أهم بنية تحتية بناها اليابانيون، وكان هدفًا لضربات الحلفاء الجوية المتكررة.
أثرت الحرب بشدة على السكان المحليين. فرض اليابانيون نظامًا صارمًا، لا سيما على العمال الصينيين الذين اعتبروهم في أسفل التسلسل الهرمي العرقي؛ فقد كان العمل القسري والمعاملة الوحشية أمرين شائعين. قرروا ترحيل غالبية سكان ناورو الأصليين إلى جزر تراك، التي تبعد مئات الأميال، حيث كان معدل الوفيات مرتفعًا للغاية. رغم ذلك، ظلت الجزيرة مكتظة بالقوات والعمال المستجلبين، فكانت عرضة لنقص الغذاء، الذي تفاقم مع تبني الحلفاء لاستراتيجية القفز بين الجزر التي تركت ناورو معزولة تمامًا.
على الرغم من تحييدها بشكل فعال نظرًا لسيطرة الحلفاء الجوية والبحرية، إلا أن الحامية اليابانية لم تستسلم إلا بعد أحد عشر يومًا من الاستسلام الرسمي لليابان.

## تهديدات على ناورو

### الهجمات الألمانية
امتدت الحرب العالمية الثانية إلى ناورو في أوائل ديسمبر عام 1940 وذلك حين استُهدفت الجزيرة من قِبل سفينتين تجاريتين مسلحتين ألمانيتين مموهتين كسفينتي شحن مدنيتين. كان هدفهم تعطيل عمليات إنتاج الفوسفات وبالتالي إضعاف الاقتصاد القائم على الزراعة في أستراليا ونيوزيلندا. توجهت أوريون وكوميت وسفينة الإمدادات التابعة لهما كالمرلاند إلى ناورو بهدف تدمير البنية التحتية الرئيسية. بسبب سوء الأحوال الجوية، لم يتمكنوا من الرسو في الجزيرة، لكنهم أغرقوا العديد من السفن التجارية في المنطقة. في 27 ديسمبر، عادت كوميت إلى ناورو، ورُغم عدم تمكنها مرةً أخرى من الرسو على الشاطئ إلا أنها ألحقت أضرارًا جسيمة بمرافق التعدين وأطلقت النيران على أرصفة التحميل. وبحسب ما ورد، داهم حاكم الجزيرة، فريدريك رويدن تشالمرز، المقدم السابق في الجيش الأسترالي والذي خدم في حرب البوير والحرب العالمية الأولى، الواجهة البحرية وألقى الشتائم على السفينة الألمانية التي تسللت بعيدًا سالمة.

### إعلان الحرب من قِبل اليابان
بالنسبة لليابانيين، كانت أهمية ناورو مضاعفة: أولًا، كانوا مهتمين بالحصول على مكامن الفوسفات في الجزيرة؛ ثانيًا، كانت ناورو قاعدة جيدة يمكن من خلالها شن هجمات جوية على جزر غيلبرت وتهديد الطريق البحري بين أستراليا وأمريكا الشمالية.
شنت القوات اليابانية هجمات متزامنة على القوات الأمريكية والأسترالية والبريطانية والهولندية، في 8 ديسمبر 1941 (7 ديسمبر في نصف الكرة الغربي). في نفس ذلك اليوم شوهدت طائرة استطلاع يابانية تحلق فوق ناورو. وقع الهجوم الأول في 9 ديسمبر؛ قصفت ثلاث طائرات قادمة من جزر مارشال المحطة اللاسلكية في ناورو، لكنها فشلت في إحداث أي ضرر. تمكن سكان ناورو، بعد تحذيرهم من قِبل مراقبين على جزيرة المحيط التي تبعد 350 كم (217 ميل) شرقًا، من البحث عن ملاذ آمن قبل الهجوم. في اليوم التالي حاولت طائرة أخرى ضرب محطة الإذاعة. في اليوم الثالث، نفذت أربع طائرات قصفًا على ارتفاع منخفض، دُمرت المحطة من خلاله في النهاية. خلال هذه الأيام الثلاثة، أُلقيت 51 قنبلة على المحطة أو بالقرب منها. أرسل حاكم الجزيرة، المقدم فريدريك تشالمرز، رسالة إلى كانبرا تفيد باعتقاده أن اليابانيين لم يدمروا منشآت إنتاج الفوسفات لأنهم كانوا يعتزمون احتلال الجزيرة من أجل مواردها. انقطعت جميع أشكال الاتصال البحري مع بقية العالم. استُدعيت سفينة ترينزا التابعة لوكالة الفوسفات البريطانية (بي بّي سي) بعد أن كانت في طريقها إلى الجزيرة مع الإمدادات. حتى نهاية فبراير 1942، شوهد تحليق يومي للطائرات اليابانية فوق الجزيرة.
تقدم اليابانيون إلى الأمام في أجزاء أخرى من المحيط الهادئ. احتلوا جزر غيلبرت، شمال شرق ناورو، خلال عيد الميلاد عام 1941، واستولوا في يناير 1942 على رابول، جنوب غرب ناورو، وأسسوا قاعدة رئيسية هناك. بهذا أصبحت ناورو معزولة، ووقعت بين المحورين الرئيسيين للتقدم الياباني. في 19 فبراير 1942، كانت الغارة الجوية على داروين المرة الأولى التي تُستهدف فيها أستراليا بشكل مباشر على نطاق واسع من قِبل قوة أجنبية. سببت أنباء الهجوم ذعرًا شديدًا في ناورو.

### إجلاء الغربيين والصينيين
بعد إعلان البريطانيين للحرب على الإمبراطورية اليابانية، ناشدت إدارة بي بّي سي الحكومة الأسترالية للمساعدة في إجلاء موظفيها. كانت السلطات بطيئة في الاستجابة، بسبب التقارير التي توقعت أن غزو اليابان للجزيرة غير مرجح لعدم وجود ميناء عميق المياه أو مهبط للطائرات. ازداد ترددهم أيضًا لاعتقادهم بأن انسحاب الغربيين سيؤدي إلى فقدان هيبة أستراليا بين سكان ناورو. أخيرًا، جرت الموافقة على الإجلاء في نهاية شهر يناير 1942. كانت الخطة الأولية نقل جميع الغربيين والصينيين. بسبب النشاط البحري الياباني المتزايد في المنطقة، اختيرت مدمرة تريومفانت (المنتصرة) للمهمة وكانت تعمل مع القوات البحرية لفرنسا الحرة. التقت السفينة بناقلة بي بّي سي، ترينزا، التي كانت مموهة في خليج ماليكولا في جزر هيبريدس الجديدة، ومحملة بخمسين طنًا من الإمدادات على أن تتجه إلى ناورو. بعد أخذ بعض حمولة ترينزا على متن السفينة، أبحرت تريومفانت بأقصى سرعة نحو ناورو، لتصل في 23 فبراير. سارت عمليات تفريغ المؤون وإيواء المدنيين عل متنها بسرعة. على عكس الخطة الأولية، تقرر نقل جزءٍ فقط من السكان الصينيين على متن السفينة، بسبب اكتظاظها. ركب 61 غربي و391 صيني و49 فردًا من الحامية البريطانية؛ تُرك 191 صيني في ناورو، بعد إبلاغهم بأنه سيجري إجلاؤهم لاحقًا، وهو ما لم يحدث، بسبب الوتيرة السريعة للتقدم الياباني. اختار 7 غربيين، من بينهم تشالمرز ومبشرين اثنين، البقاء لشعورهم بواجب رعاية سكان الجزيرة. بعد عملية الإجلاء هذه، كان هناك نحو 1,800 مواطن من ناورو و190 مواطن من غيلبرت و200 صيني في ناورو (قبل الحرب، أحضرت بي بّي سي عمالًا من مستعمرة غيلبرت وإيليس البريطانية وعمالًا صينيين من هونغ كونغ البريطانية). قبل الإجلاء، خرب موظفو بي بّي سي منشآت تعدين الفوسفات بصورة شاملة.